# Yūki Ōgimi
Yūki Ōgimi (大儀見 優季, Ōgimi Yūki) (nascida como Yūki Nagasato Yūki Nagasato (永里 優季, Nagasato Yūki, 15 de junho de 1987, em Atsugi) é uma futebolista japonesa que atua como atacante. Atualmente joga pelo Chicago Red Stars.

## Carreira
Nagasoto fez parte do elenco da Seleção Japonesa de Futebol Feminino, nas Olimpíadas de 2008 e 2012. E nos mundiais de 2011 e 2015.

## Títulos
Japão
- Mundial: 2011

## Carreira
- NTV Beleza (2002-09)
- 1. FFC Turbine Potsdam (2009-13)
- Chelsea Ladies Football Club (2013- )